# مورين فيدلر
مورين فيدلر (بالإنجليزية: Maureen Fiedler)‏ هي كاتِبة وصحفية ومؤلفة أمريكية، ولدت في 31 أكتوبر 1942.